# Bajo el sol (película de 1998)
Bajo el sol (en sueco, Under solen) es una película sueca estrenada en los cines de Suecia el 25 de diciembre de 1998, dirigida por Colin Nutley y adaptada del cuento The Little Farm de H.E. Bates. La película está protagonizada por Rolf Lassgård, Helena Bergstrom y Johan Widerberg. Ambientada en Suecia a mediados de la década de 1950, la película fue nominada al Premio de la Academia de 1999 a la Mejor Película en Lengua Extranjera.

## Argumento
La película comienza con una cita en off del verso del Libro de Eclesiastés: "para cada cosa hay una temporada, y un tiempo para cada propósito bajo el cielo".
Tras la muerte de su madre hace más de una década, Olof (Rolf Lassgård), un granjero analfabeto, vive solo en la granja de su familia. Olof no sabe leer, por lo que su joven amigo Erik (Johan Widerberg), que ha sido marinero y afirma haber conocido a varias celebridades estadounidenses durante su estadía en los Estados Unidos de América y haberse acostado con cientos de mujeres, maneja todo el negocio de la granja.
Un día, Olof publica un anuncio solicitando una mujer para los quehaceres de la casa en un periódico local y pide a los solicitantes que incluyan una fotografía. La hermosa mujer de fuera del pueblo responde: Ellen (Helena Bergström). Luego de recibirla y mostrarle la casa, Ellen acepta quedarse y trabajar allí. Con el pasar de los días, Ellen se hace cargo del negocio de la granja cada vez más, y ella y Olof se enamoran.
Erik se convence de que ella es una cazafortunas que busca el dinero de Olof, por lo que intenta siempre averiguar sobre su vida en conversaciones donde también trata de coquetearle. Aun así, Ellen y Olof se vuelven más cercanos con el tiempo, hasta que llega el día en que tienen su primer encuentro romántico (el cual también es el primero en la vida de Olof).
Un día Erik y Ellen se pelean fuertemente por cuestiones monetarias, y Erik la insulta y la amenaza con descubrir de dónde viene y quién es. Días después, en una fiesta de baile, Erik se acerca a Olof y Ellen, quienes bailan, le pide a su amigo dejarlo bailar con ella y, estando solos, le ofrece disculpas por lo ocurrido, trata de besarla, ella lo rechaza, y entonces le dice que ya ha descubierto la verdad: que Ellen está casada, y le da a entender que la expondrá.
Ellen abandona la granja y deja una nota para Olof en la que le revela todo y se disculpa por haber "traicionado su confianza". Ella dice que debe regresar y "arreglar las cosas" y cierra diciendo que siempre amará a Olof. Este último, con el corazón destrozado, le pide a Erik que le lea la nota. Al principio, Erik se niega, pero cuando lee la nota, altera el texto insertando una oración que dice que Erik ha devuelto algo de dinero que le prestó Olof y que Ellen se ha hecho cargo de los pagos. También omite la declaración de amor eterno de Ellen por Olo, y le añade que ella "nunca volverá". Erik luego le anuncia que regresará al mar, en el SS Andrea Doria (barco que después, en ese mismo año, chocó con el MS Estocolmo y murieron 51 personas, 46 del Andrea Doria), y se marcha.
Pasa un tiempo y, un día de otoño, mientras Olof regresa a casa después de cazar, un coche pasa a su lado por la carretera, se detiene y de este sale Ellen. Olof tiene la nota de Ellen con él y le pide que se la lea, confesándole por primera vez que no sabe leer.
Ellen lee la nota y le pregunta si la quiere de vuelta, y Olof la acepta.

## Reparto
- Rolf Lassgard como Olof
- Helena Bergström como Ellen Lind
- Johan Widerberg como Erik Jonsson
- Gunilla Röör como recepcionista del periódico
- Jonas Falk como predicador
- Linda Ulvaeus como Lena, novia de Erik
- Bergljót Arnadóttir como empleada de la tienda de ropa
- Per Sandberg como sepulturero